# Karina Schaapman
Karina Content (Autorenname Karina Schaapman) (* 6. Juni 1960 in Leiden) ist eine niederländische Politikerin und Schriftstellerin. Sie veröffentlichte ein Buch über ihre Kindheit und ein weiteres über einen Kampf, den sie gegen den Amsterdamer Stadtrat wegen der Bildungsstandards in der Schule ihrer Kinder führte. Im Namen der Partij van de Arbeid war sie von 2002 bis 2008 Stadtrat in Amsterdam.
Bis 2007 trug sie den Namen Karina Schaapman. Schaapman ist der Name ihres ehemaligen Partners und Vaters ihrer Kinder. Seit ihrer Heirat mit dem Amsterdamer Maler Eli Content verwendet sie im Alltag seinen Nachnamen und Schaapman als Autorenname.

## Lebensgeschichte
Content wuchs in Leiden auf. Ab ihrem neunten Lebensjahr wurde sie teils von ihrer holländisch-indonesischen Mutter, teils von ihrem Stiefvater Rob Roberti (eigentlich Rob Grabijn), der Direktor und Besitzer des Circus Roberti war, betreut. Als sie 13 Jahre alt war, erkrankte ihre Mutter an einer schweren Krankheit, an der sie später starb, und der Circus Roberti ging aufgrund der enttäuschenden Besucherzahlen in Konkurs. Sie wurde bei ihrem Vater untergebracht, mit dem sie häusliche Gewalt erlebte. Daraufhin wurde sie von einer Pflegefamilie aufgenommen, in der sie sich nicht einleben konnte. Schließlich lief sie weg. Sie gehörte kurzzeitig zur Entourage des Sängers Herman Brood und arbeitete in der Church of Satan in Amsterdam. In den frühen 1980er Jahren verließ sie dieses Milieu. Sie war nun in einer festen Beziehung mit Peter Schaapman und hatte vier Kinder mit ihm.

## Schule
Als sich in den 1990er Jahren herausstellte, dass ihre Kinder an der 14. Montessori-Schule in Amsterdam Lernrückstände aufwiesen, stritt sie 1997 mit der Gemeinde um die Erstattung der Kosten für die notwendige Nachhilfe. Nachforschungen ergaben, dass alle Kinder an der betreffenden Schule mindestens drei Jahre im Rückstand waren. Der Streit zwischen der Stadt Amsterdam und Schaapman wurde erst 1999 in einem Berufungsverfahren vom Gericht zu Schaapmans Gunsten entschieden. Das Urteil führte dazu, dass allen Eltern die Kosten für die Nachhilfe erstattet wurden und alle Kinder Nachhilfe bekamen. Im Jahr 2000 veröffentlichte sie ein Buch über den Gerichtsprozess: Schulkampf – Eltern in der Bresche für bessere Bildung.

## Politik
Dem PvdA-Mitglied Felix Rottenberg gelang es dann, sie zu überzeugen, in die Politik zu gehen. Bei den Gemeinderatswahlen 2002 wurde sie für die PvdA in den Amsterdamer Gemeinderat gewählt.
Nachdem sie 2002 in den Stadtrat gewählt worden war, widmete sie sich einem zweiten Buch über ihre Jugend.
Im Jahr 2005 wurde das Bildungsressort um die Themen Prostitutionspolitik und Ehrenmorde erweitert. Im Jahr 2005 hat Schaapman – selbst eine Ex-Prostituierte  – zusammen mit ihrer Parteikollegin Amma Asante den Bericht The invisible visible heraus, eine Studie über Prostitution, in der sich die Autoren dafür aussprachen, das Mindestalter für Prostituierte auf 21 Jahre anzuheben und das Begleitgewerbe lizenzpflichtig zu machen. Im Jahr 2007 wurde das Pamphlet Huren ist nicht normal veröffentlicht. Darin kritisierte Schaapman die „übermäßige Liberalisierung des Prostitutionssektors“. Im März 2007 hielt sie die sechsundzwanzigste Aletta-Jacobs-Vorlesung und erhielt im November 2007 den Harriët Freezerring für „ihren unermüdlichen Kampf gegen Frauenhandel und Missbrauch in der Prostitution“.
Nachdem sie durch eine Leistenbruch-Operation und ein anschließendes Burn-out einige Zeit behindert war, legte sie im März 2008 aus gesundheitlichen Gründen ihr Ratsmandat nieder. Im Mai 2008 beendete Content auch ihre Mitgliedschaft in der PvdA, weil sie mit der Ausrichtung der Partei nicht mehr einverstanden war. Der unmittelbare Grund dafür war die Verhaftung des Karikaturisten Gregorius Nekschot am 13. Mai 2008. Schaapman warf ihrer Partei vor, nicht direkt gegen diese Verhaftung protestiert zu haben. Im September 2011 kehrte sie in die PvdA zurück.

## Publikationen
- Schoolstrijd, ouders op de bres voor beter onderwijs (2000)
- Zonder moeder (uitgeverij Balans, 2004)
- Motherless (vertaling van Zonder moeder, 2004)
- Het onzichtbare zichtbaar gemaakt (rapport, 2005)
- Hoerenlopen is niet normaal (uitgeverij Balans 2007)
- Muizenhuis Sam & Julia (kinderboek, 2011), bekroond met de zilveren griffel
- Muizenhuis Sam & Julia en het theater (kinderboek 2012), uitgeroepen best verzorgde boek 2012
- Muizenhuis Sam en Julia het grote feest (kinderboek 2013), ter gelegenheid van de kroning  Willem Alexander aangeboden aan de drie prinsessen tijdens de koningsvaart
- Muizenhuis Sam & Julia en het circus (kinderboek 2013)